# Шато-Тьєррі (округ)
Округ Шато-Тьєррі (фр. Arrondissement de Château-Thierry) — округ у Франції, в департаменті Ена. 2023 року округ об'єднував 108 муніципалітетів, населення становило 70 094 особи.
Адміністративний центр (супрефектура) — Шато-Тьєррі.

## Муніципалітети
Список муніципалітетів округу та їхні коди INSEE:
1. Азі-сюр-Марн (02042)
2. Армантьєр-сюр-Урк (02023)
3. Барзі-сюр-Марн (02051)
4. Бевард (02083)
5. Безю-ле-Гері (02084)
6. Безю-Сен-Жермен (02085)
7. Белло (02062)
8. Блем (02094)
9. Боннвален (02099)
10. Бонней (02098)
11. Браль (02114)
12. Бресі (02119)
13. Брюєр-сюр-Фер (02127)
14. Брюмес (02125)
15. Буреш (02105)
16. Бюсьяр (02137)
17. Валле-ан-Шампань (02053)
18. Вандьєр (02777)
19. Везії (02794)
20. Веї-ла-Потрі (02792)
21. Вердії (02781)
22. В'єль-Мезон (02798)
23. Віллер-Агрон-Егізі (02809)
24. Віллер-сюр-Фер (02816)
25. Вільє-Сен-Дені (02818)
26. Вільнев-сюр-Фер (02806)
27. Віффор (02800)
28. Вішель-Нантей (02796)
29. Ганделю (02339)
30. Глан (02347)
31. Гризоль (02356)
32. Гуссанкур (02351)
33. Домптен (02268)
34. Дравеньї (02271)
35. Дюїз-е-Морен-ан-Брі (02458)
36. Еп'є (02280)
37. Епо-Безю (02279)
38. Ессіз (02289)
39. Ессом-сюр-Марн (02290)
40. Етамп-сюр-Марн (02292)
41. Етрепії (02297)
42. Жольгонн (02389)
43. Конде-ан-Брі (02209)
44. Конніжі (02213)
45. Крезансі (02239)
46. Крутт-сюр-Марн (02242)
47. Куенсі (02203)
48. Кулонж-Коан (02220)
49. Купрю (02221)
50. Курбуен (02223)
51. Курмон (02227)
52. Куртмон-Варенн (02228)
53. Куршам (02225)
54. Ла-Круа-сюр-Урк (02241)
55. Ла-Шапель-сюр-Шезі (02162)
56. Латії (02411)
57. Ле-Шармель (02164)
58. Л'Епін-о-Буа (02281)
59. Лісі-Кліньон (02428)
60. Лупень (02442)
61. Люсі-ле-Бокаж (02443)
62. Марей-ан-Доль (02462)
63. Мариньї-ан-Орксуа (02465)
64. Мезі-Мулен (02484)
65. Мон-Сен-Пер (02524)
66. Монлевон (02518)
67. Монтіньї-л'Альє (02512)
68. Монтіньї-ле-Конде (02515)
69. Монтрей-о-Льйон (02521)
70. Монтюрель (02510)
71. Монтьє (02509)
72. Монфокон (02505)
73. Нантей-Нотр-Дам (02538)
74. Неї-Сен-Фрон (02543)
75. Нель-ла-Монтань (02540)
76. Ножан-л'Арто (02555)
77. Ножантель (02554)
78. Отвен (02375)
79. Паван (02596)
80. Парньї-ла-Дюї (02590)
81. Пассі-сюр-Марн (02595)
82. Пріє (02622)
83. Реї-Совіньї (02645)
84. Розе-Сент-Альбен (02662)
85. Розуа-Бельваль (02664)
86. Рокур-Сен-Мартен (02649)
87. Ромені-сюр-Марн (02653)
88. Роншер (02655)
89. Сапоне (02699)
90. Сель-ле-Конде (02146)
91. Сен-Жангульф (02679)
92. Сент-Ежен (02677)
93. Серенж-е-Нель (02713)
94. Сержі (02712)
95. Сольшері (02701)
96. Соммлан (02724)
97. Сьєрж (02193)
98. Торсі-ан-Валуа (02744)
99. Трелу-сюр-Марн (02748)
100. Фер-ан-Тарденуа (02305)
101. Фоссуа (02328)
102. Френ-ан-Тарденуа (02332)
103. Шарлі-сюр-Марн (02163)
104. Шартев (02166)
105. Шато-Тьєррі (02168)
106. Шезі-ан-Орксуа (02185)
107. Шезі-сюр-Марн (02186)
108. Ш'єррі (02187)